# Eurytoma obtusiventris
Eurytoma obtusiventris is een vliesvleugelig insect uit de familie Eurytomidae. De wetenschappelijke naam is voor het eerst geldig gepubliceerd in 1934 door Gahan.